# Erasmus Walter Ellis
Erasmus Walter Ellis (Birmingham, 1849 – Birmingham, 1918) è stato un pittore inglese.

## Biografia
Si chiamava Erasmus Walter Ellis, ma egli preferì il nome Walter a quello di Erasmus e si firmava Walter E. Ellis, oppure W. E. Ellis, o con un monogramma, in rosso, W E E.
Suo padre si chiamava William Ellis, era pittore e presentò dipinti di paesaggi a Suffolk nel 1863 e nel 1864.
Erasmus Walter Ellis si formò alla "Victorian Birmingham School of painters". Prediligeva rappresentare la campagna inglese e sceglieva luoghi isolati, come le foreste del Warwickshire e le colline del Lake District, nel nord ovest dell'Inghilterra. I rami spogli, i tronchi nudi, i vecchi casolari, i fiumi ombreggiati da folte macchie d'alberi, realizzati nei toni del verde acido, danno a certi suoi dipinti un alone neogotico.
Realizzava dipinti ad olio di medie e anche di piccole dimensioni e qualche volta acquarelli. Alcune sue opere sono conservate alla National Library of Wales, ad Aberystwyth e nella New Art Gallery di Walsall. 

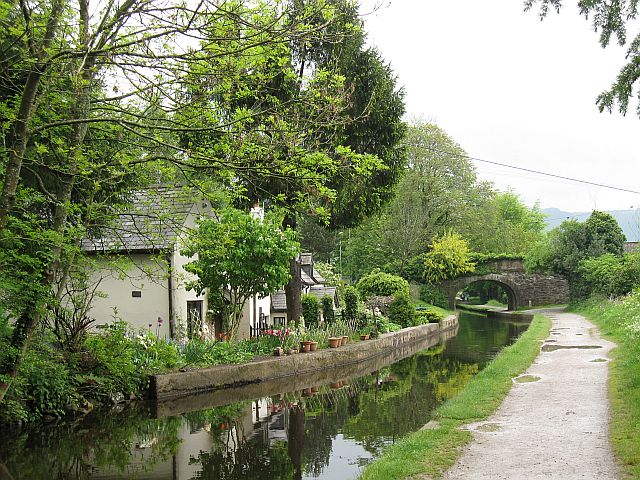
Cottage a Llangollen

Sposò tre volte. Nel 1879 Sarah Elizabeth Spiers che morì nel 1891; nel 1893 contrasse un nuovo matrimonio con una giovane di nome Rosina Rose o Mary Hancox e nel 1909 sposò Margaret Jane Augusta Ledsham. Abitava in Willes Road 154, a Birmingham, dove morì all'età di 69 anni.
Espose più volte, dal 1882 al 1894. Presentò suoi dipinti alla "Royal Society of Artists Birmingham", alla "Walker Art Gallery" di Liverpool e alla "Royal Hibernian Academy" (RHA), a Dublino.
Questo artista non deve essere confuso con il pittore e incisore inglese William Ellis (1747-1810) con cui non era imparentato.

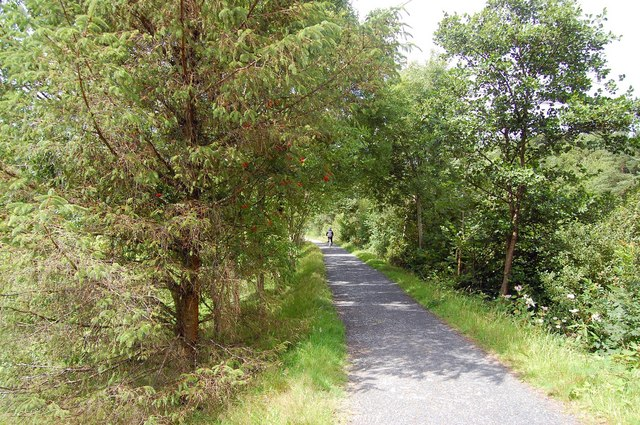
Mawddach Trail vicino Dolgellau

### Opere
- Pandy Mill, BetwS-Y-Coed, 1890 c., olio su tela (National Library of Wales)
- Old Pandy Mill, Dolgellau, 1890 c., olio su tela, (National Library of Wales)
- Cottage a Dolgellau, 1890 c., olio su tela, (National Library of Wales)
- "White Hart" Inn. Caldmore, olio su tela, (New Art Gallery - Walsall)
- Cottage a Llangollen, olio su tela
- Il fiume Ferry, olio su tela
- Cottage a Eetegey Coed, Galles del nord, olio su tela
- Cottage a BetwS-Y-Coed, Galles, olio su tela
- Old Mill ad Aran Dolgellau, Galles del nord, olio su tela
- Il fiume Mawddach, Galles del nord, 1870, olio su tela
- Nei pressi di Warwick, olio su tela

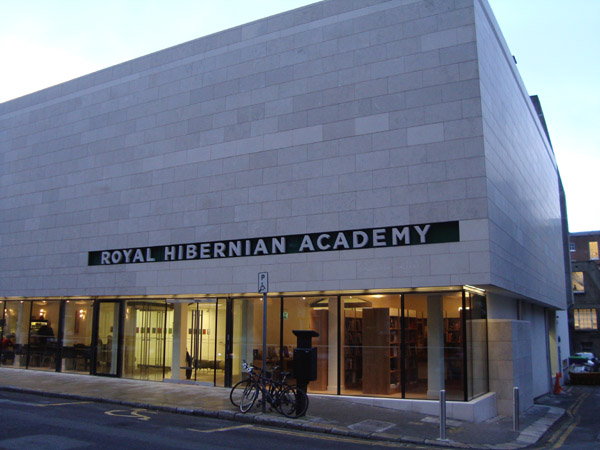
Royal Hibernian Academy, a Dublino